# Ullíbarri-Guchi
Ullíbarri-Guchi es un despoblado que actualmente forma parte de los concejos de Monasterioguren y Ullíbarri de los Olleros, que están situados en el municipio de Vitoria, en la provincia de Álava, País Vasco (España).

## Toponimia
En el concejo de Monasterioguren sus restos son denominados Caserío de Ullibarrigutxi y Ullibarrigutxi, mientras que en el concejo de Ullíbarri de los Olleros sus restos reciben el nombre de El Mortorio.

## Historia
Hacia mediados del siglo XIX, el lugar, referido por entonces como un barrio perteneciente a Monasterioguren, tenía contabilizadas cinco casas. Aparece descrito en el decimoquinto volumen del Diccionario geográfico-estadístico-histórico de España y sus posesiones de Ultramar de Pascual Madoz con las siguientes palabras:

ULLIBARRIGUCHI: barrio en la prov. de Alava, part. jud. de Vitoria, térm. jurisd. de Monasterioguren (V.). Tiene 5 casas con su oratorio, que sirve el cura beneficiado de su matriz. El terreno, aunque montuoso, es bastante fértil, muy poblado de toda clase de árboles, tanto frutales como silvestres. La propiedad de estos cas., de los cuales el mas ant. fue construido en 1812; pertenece á Don José Kreibik y compañia, del comercio de Vitoria.
(Madoz, 1849, p. 213)

Unas pocas casas, actualmente en Ullíbarri de los Olleros, nos recuerdan este lugar. Se conserva la pila bautismal que señala la existencia de su parroquia, convertida ya a finales del siglo XVIII en ermita con el nombre de San Juan Bautista y en la actualidad desaparecida.
Actualmente sus tierras son conocidas con el topónimo de Ollivarri Menor, Ullibarri Guchi, Ullibarriguchi, Ullivarriguchia y Urribarriguchia.